# Пустынная пересмешка
Пустынная пересмешка (лат. Hippolais languida) — певчая птица из рода пересмешек (Hippolais) семейства камышовковых (Acrocephalidae), гнездящаяся в Западной и Центральной Азии, зимующая в Восточной Африке.

## Систематика и таксономия
Этот вид был впервые описан Фридрихом Вильгельмом Хемприхом и Кристианом Готфридом Эренбергом в 1833 году как Curruca laguida. Позднее был переведён в род Hippolais. Обычно рассматривается как монотипический вид. Среднеазиатский подвид H. l. magnirostris, описанный Николаем Алексеевичем Северцовым, для которого характерна более светлая верхняя часть тела, сейчас не признаётся, поскольку различия с номинальной формой очень малы и встречаются не у всех птиц.

## Описание
Птица среднего размера: длина примерно 14 см и масса 10—14 грамм.
Общий фон оперения бледно-серо-коричневый с более светлой брюшной стороной. Горло и грудь почти белые. От клюва к глазам идёт светлая полоса. Клюв прямой. Хвост относительно длинный у основания коричнево-серый, к кончику темнеет до черновато-коричневого цвета.
Самцы и самки не различаются по окраске. Молодые птицы имеют более светлую и тусклую спину и более светлую нижнюю сторону по сравнению со взрослыми.

## Вокализация
Песня состоит из быстрых, чередующихся скрипучих и мелодичных трелей с плавным завершением, которое напоминает пение славок,  например, серой  или белоусой.
Однако у пересмешки звучание более мелодичное и менее скрипучее. Часто песня следует за позывками или сопровождается ими. Самый распространённый крик — тихое сухое «так» или «тук», который особенно слышен во время миграции и на зимовках, он похож на звук удара двух камней и обычно издаётся лишь спорадически. Сигнал тревоги — резкое «чарррр».

## Ареал
Гнездовой ареал простирается от гор Тавр в Турции через провинцию Газиантеп до границы с Ираком и Ираном. На восток область распространения продолжается через южную Армению, юго-восточный Азербайджан и почти весь Иран до юго-западного Пакистана.
На севере ареал охватывает Туркменистан, Узбекистан (от Аральского моря до Кызылкумов), северо-восток Афганистана, западный Таджикистан и Казахстан (от восточного побережья Каспийского моря до северного берега Арала). 
Зимой пустынная пересмешка обитает на относительно небольшой территории в Восточной Африке: юг Сомали, а также на восток и юго-восток Кении. Реже её можно наблюдать на юге Эфиопии, в северной Кении, на крайнем северо-востоке Танзании и юго-востоке Уганды.
Обычно птицы покидают места размножения в период с июля по сентябрь и появляются на зимовке в период с середины ноября до начала января. Возвращение в места гнездования начинается в марте, при этом птицы в основном достигают мест размножения в апреле или мае. На осенней и весенней миграции вид встречается в восточном Иране, в Омане и северном Йемене, а также в Эритрее и Сомали.

## Среда обитания
Населяет тёплые, сухие местообитания, такие как полупустыни с песчаными дюнами, скалистые горные склоны, глубокие извилистые долины и овраги, редкие леса, фруктовые сады и виноградники, пустынные оазисы.
Предпочтительная растительность состоит из изолированных кустарников, например тамариска, Prunus jacquemontii, саксаула, полыни и других колючих кустарников. Гнездится на высоте до 2400 м. При кочевках и зимовках обитает также в жарких и засушливых районах обычно ниже 1200 м, редко до 1600 м. Там пустынная пересмешка встречается в местообитаниях с изолированными кустарниками, зарослями и невысокими акациями. 

## Размножение
Хотя пустынная пересмешка является территориальной птицей, несколько пар часто гнездятся в непосредственной близости друг от друга. Сезон размножения длится с середины мая по июнь. Обычно бывает только один  выводок, если только кладка не потребуют замены. Гнездо состоит из беспорядочно сложенных мелких веточек и стеблей, в середине которого сделано чашеобразное углубление, выстланное тонкими травинками и шерстью животных. Гнездо располагается в развилках кустов или небольших деревьев, таких как фисташки, дубы или персики, на высоте обычно 0,5-2,5 м над землёй. Самка насиживает 3–5 яиц около 12 дней. Вылупившихся птенцов кормят оба родителя. Они оперяются через 11-12 дней.